# 동본리중학교
동본리중학교(東本里中學校)는 대구광역시 달서구 본리동에 있었던 공립 중학교이다.

## 학교 연혁
- 1991-03-11 본리여자중학교 설립 인가(36학급)
- 1992-03-05 '92학년도 신입생 입학식(685명)
- 1992-04-06 교훈, 교목, 교화, 교표 제정
- 1992-09-02 교가 제정 승인
- 1995-02-11 제1회 졸업식(683명)
- 2003-03-01 교명변경(본리여자중학교 → 동본리중학교) , 남여공학
- 2006-02-15 제12회 졸업식(265명, 누계 4,589명)
- 2006-10-27 과학실 현대화 사업 실시
- 2008-02-14 제14회 졸업식(254명, 누계 5139명)
- 2008-03-02 2008학년도 신입생 입학(212명)
- 2009-02-13 제15회 졸업식(208명, 누계 5,347명)
- 2009-03-02 2009학년도 신입생 입학식(204명)
- 2010-03-02 2010학년도 제19회 입학식(228명) - 남학생 111명 여학생 117명
- 2010-09-01 제10대 김남옥 교장 취임
- 2011-02-10 제17회 졸업식(227명, 누계 5,805명)
- 2011-03-01 제20회 입학식(209명)
- 2012-02-08 제18회 졸업식(218명, 누계 6,023명)
- 2012-03-02 제21회 입학식(219명)
- 2013-02-08 제19회 졸업식(252명, 누계 6,275명)
- 2013-03-01 제11대 박영원 교장 취임
- 2013-03-04 2013학년도 입학식(제22회, 189명)
- 2014-02-12 제20회 졸업식(207명, 누계 6,482명)
- 2014-03-03 2014학년도 입학식(제23회, 182명)
- 2015-02-06 제21회 졸업식(229명, 누계 6,711명)
- 2015-03-02 제24회 입학식(154명)
- 2016-02-29 폐교 및 본리중학교와 통합하여 , 새본리중학교 건물로 사용.[1], 24년만에 폐업

## 자매결연 학교
- 석포중학교(경북 봉화) - 자매결연일:2002년
- 계화중학교(전북 부안) - 자매결연일:2002년

## 참고 자료
- 동본리중학교 - 한국교육학술정보원 학교알리미